# Bodenloser See (Empfingen)

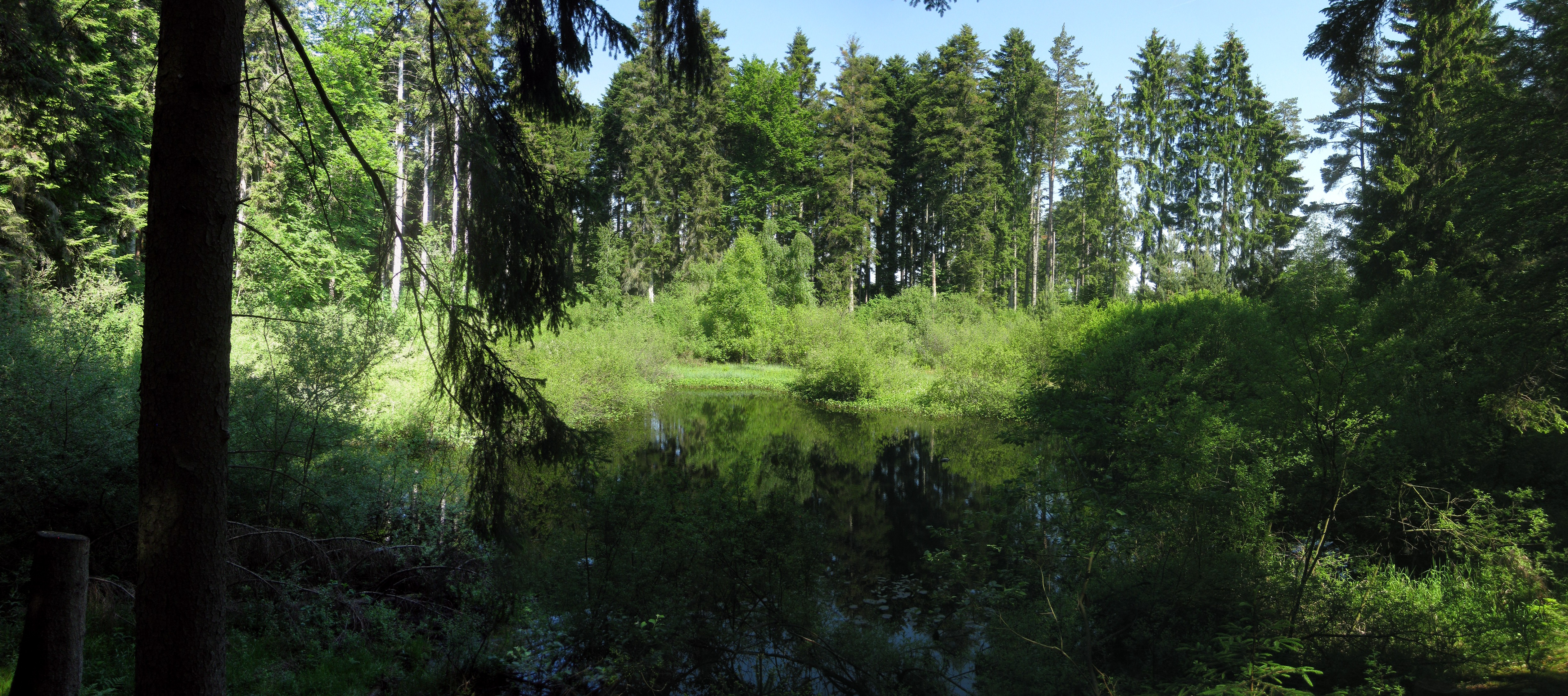
Der Bodenlose See im Frühjahr vom südlichen Ufer aus

 Der Bodenlose See ist ein Naturdenkmal und ein Geotop auf der Gemarkung der Gemeinde Empfingen im südöstlichen Landkreis Freudenstadt.

## Beschreibung

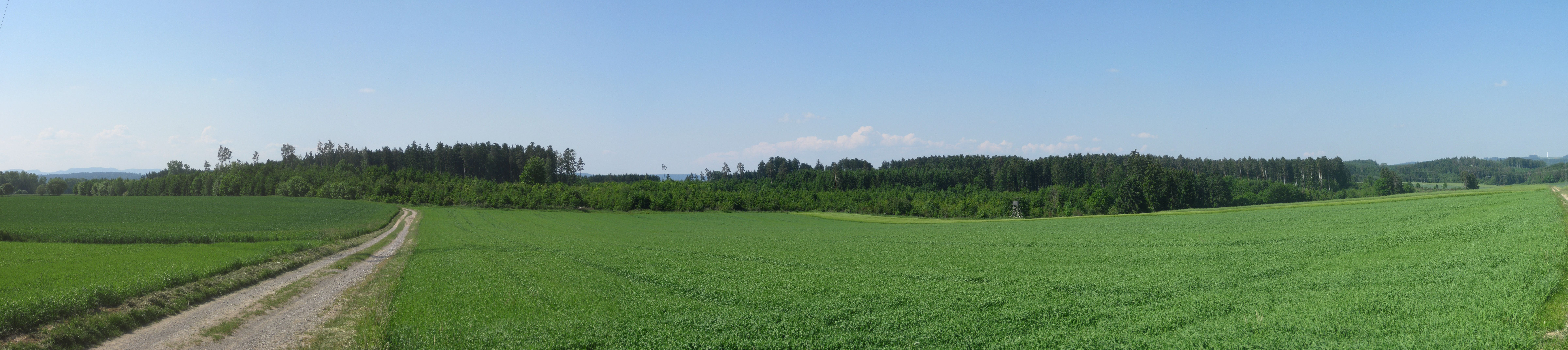
Der „Seewald“, in dem der Bodenlose See liegt, aus Richtung Dettensee

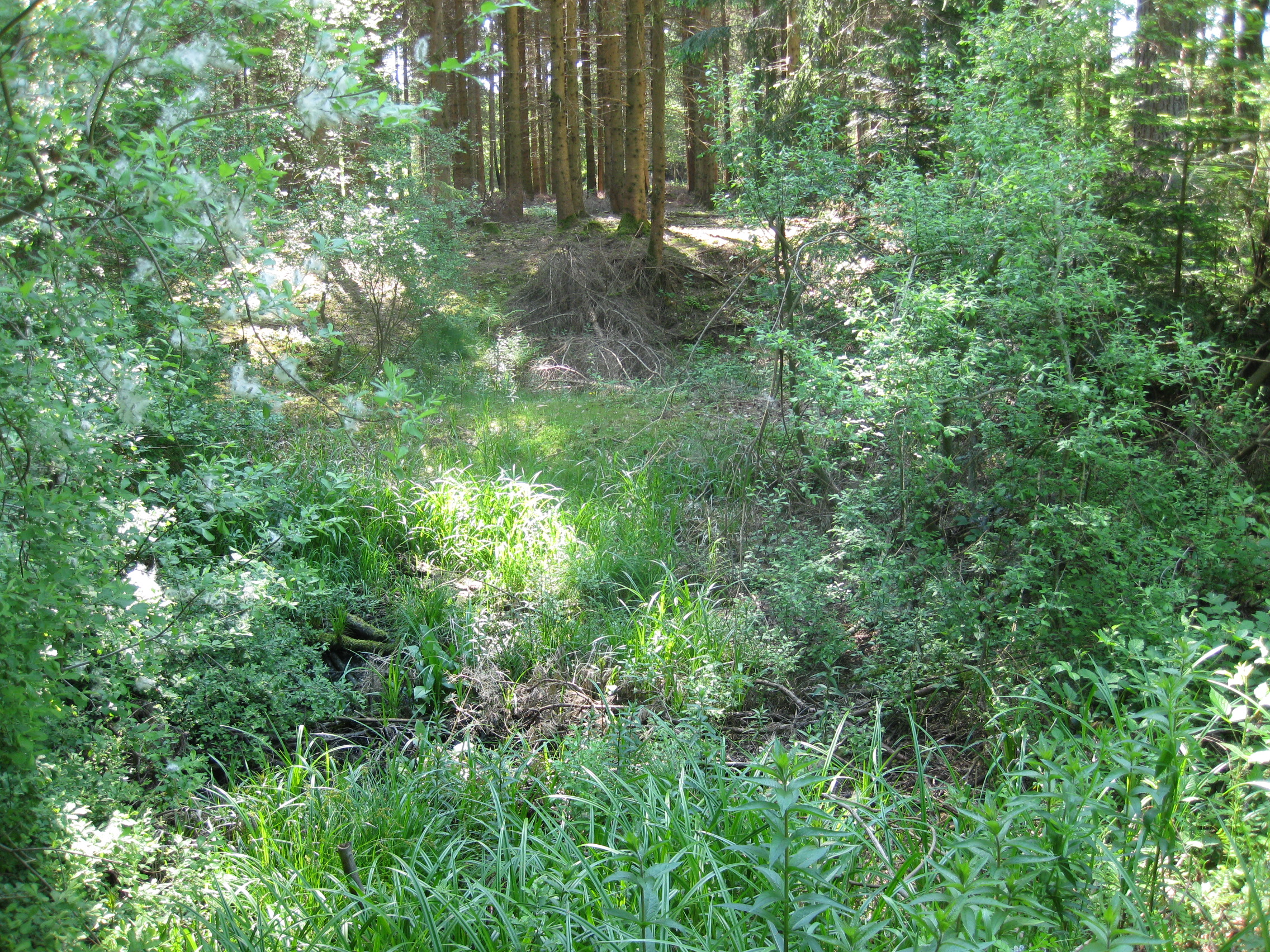
Ein mittlerweile verlandeter Teil des Sees südöstlich des Hauptgewässers

Der Bodenlose See ist kreisrund mit einem Durchmesser von etwa 50 Metern, seine Tiefe soll bis zu 9 Meter betragen. Er ist der Namensgeber des „Seewaldes“ zwischen Empfingen und Dettensee, in dem er liegt. Es handelt sich um eine Doline in der Gesteinsschicht des Unteren Keupers, die durch Auslaugung des Muschelkalks entstanden ist. Der See ist Lebensgebiet seltener Tier- und Pflanzenarten. Er ist eines von zehn geschützten geologischen Objekten des Landkreises. In der Umgebung des Sees gibt es weitere, jedoch nicht mit Wasser gefüllte Dolinen gleichen geologischen Ursprungs. Der Bodenlose See ist Teil des FFH-Gebiets Horber Neckarhänge.

## Kultur
Der Bodenlose See ist Gegenstand von regionalen Volkssagen. Eine dieser Sagen berichtet von einem Nonnenkloster, das einst an dem Ort des Sees gestanden habe und zur Strafe für das sündige Verhalten der Nonnen versank. In einer anderen Version ist das zerstörte Gebäude ein Wirtshaus. Es wird auch von geisterhaften Gestalten berichtet, die als Vorboten eines Unglücks im oder am See zu sehen seien, oder die in Empfingen beim Tanz gesehen wurden.